# Reusel
Reusel è una località e un'ex-municipalità dei Paesi Bassi situata nella provincia del Brabante Settentrionale. Soppressa il 1º gennaio 1997, il suo territorio, insieme al territorio di Hooge en Lage Mierde, è andato a costituire la nuova municipalità di Reusel-De Mierden. Il centro abitato è divenuto capoluogo del neo-costituito comune.